# Besleria parviflora
Besleria parviflora är en tvåhjärtbladig växtart som beskrevs av L.E. Skog och Julian Alfred Steyermark. Besleria parviflora ingår i släktet Besleria och familjen Gesneriaceae. Inga underarter finns listade i Catalogue of Life.